# الروينة
الروينة ، أو واد الروينة بلدية بولاية عين الدفلى على الخط الرابط بين الجزائر العاصمة ووهران وتبعد عنهما 160 و240 كلم على التوالي.

## الموقع الجغرافي
تحدها بلديات: عين الدفلى شرقا والعطاف غربا وزدين جنوبا ومن الشمال نهر الشلف الذي هو الحد الطبيعي بينها وبين بلدية العامرة.

## السكان
يبلغ عدد سكانها 21541 نسمة حسب إحصاء ماي 2008 ومساحتها 65 كلم مربع، بها ثروات باطنية أهمها الحديد وأراض خصبة لغرس البطاطا والقمح الصلب أساسا، وبها سد أولاد ملوك ذي سعة : 127 مليون متر مكعب.

## التاريخ
تاريخها المعروف يعود للقرن الثاني الميلادي حيث وجد بها الرومان آثار مدينة فسموها رُوينا ROENA أي آثار. وتحتفظ بعض مناطق الروينة كالجهة الجنوبية لنهر الشلف بالإضافة لا يوجد متحف
عرفت في العهد العثماني باسم: واد الروينة، إما نسبة لاسمها الروماني وواد زدين الذي يمر بها أو حسب الروايات الأخرى للموظفين الأتراك المكلفين بنقل البريد وعابري السبيل حيث كانوا يتخذونها مكانا للتجمع وأخذ قسطا من الراحة وتناول طعامهم المتمثل في دقيق لين يضعونه في إناء ويخلطونه بالماء والمعروف بأكلة الروينة الشهيرة.

### التاريخ الثوري
في الفترة الاستعمارية لعبت دورا أساسيا في المجال السياسي لتحقيق الاستقلال.
بوصفها قطبا تجاريا مهما بتواجد منجم الحديد والسكك الحديدية، فعرفت التجمعات النقابية مبكرا، زارتها شخصيات مهمة أمثال: الأمير خالد، البشير الإبراهيمي وابنه طالب وعاش بها مصالي الحاج والرئيس السابق أحمد بن بلة.
واحتظنت إحدى مناطقها وهي زدين حاليا التجمع الميداني الأول لقادة الكفاح المسلح للمنظمة الخاصة ديسمبر 1948م
تبعت إداريا دائرة مليانة ولاية الجزائر ثم الشلف وأخيرا عين الدفلى.
سنة 1946 أنشئ فريق لكرة القدم ذي بعد سياسي ووطني تحت مسمى نجم هلال الروينة الذي يرمز لحزب نجم الشمال الأفريقي بقيادة مصالي الحاج.
رسمت بلدية وفق النظام الفرنسي في: 14 نوفمبر 1888 وتعاقب على رئاسة مجلسها البلدي:
| سنة العهدة | اسم رئيس البلدية    |
| ---------- | ------------------- |
| 1890       | Boutonnet Eugene    |
| 1910       | Emile Ducollet      |
| 1924       | Maindouille Antoine |
| 1945       | Billet Leon         |
| 1958       | Andre Bompain       |

رؤساء ما بعد الإستقلال
1962 مكناسي محمد ؛ 1964 بومدين عبد القادر، 1966 عكرمي محمد، 1971 عتو بن عتو، 1976 لعريبي محمد، 1980 بن قادة ساعد .